# Xã Clark, Quận Perkins, South Dakota
Xã Clark (tiếng Anh: Clark Township) là một xã thuộc quận Perkins, tiểu bang Nam Dakota, Hoa Kỳ. Năm 2010, dân số của xã này là 10 người.